# Trionychidae
Trionychidae é uma família de tartarugas de água doce cujos membros são popularmente chamados de tartarugas-de-casco-mole, devido ao fato de sua carapaça não possuir escamas, sendo mais mole e flexível que a das outras tartarugas.
Esses animais tem hábitos carnívoros, se alimentando de peixes, crustáceos, anfíbios e moluscos. São encontrados nos rios e lagos da América do Norte, África e Ásia. Elas possuem um pescoço extremamente longo e um focinho em forma de snorkel, o que as permite ficar com o corpo submerso e ainda respirar, mantendo as narinas para fora d'água.
...
</hiero>Gêneros
- Palaeotrionyx (extinto)
- Amyda
- Apalone
- Aspideretes
- Chitra
- Cyclanorbis
- Cycloderma
- Dogania
- Lissemys
- Nilssonia
- Palea
- Pelochelys
- Pelodiscus
- Rafetus
- Trionyx
- Pelodicus sinensis